# Saint-Paul-des-Landes
Pour les articles homonymes, voir Saint-Paul.
Saint-Paul-des-Landes (Sant Pau de las Landas en occitan) est une commune française, située dans le département du Cantal, en région Auvergne-Rhône-Alpes.

## Géographie

### Généralités
Dans le Massif central, à l'ouest du département du Cantal, la commune de Saint-Paul-des-Landes est bordée au sud sur un peu plus d'un kilomètre par l'Authre, un affluent de la Cère.
Le bourg de Saint-Paul-des-Landes, implanté à l'intersection des routes départementales (RD) 53, 120 et 353, se situe, en distances orthodromiques, dix kilomètres à l'ouest-nord-ouest d'Aurillac.
Le territoire communal est également desservi par les RD 59, 64, 461 et 553.
Matin et soir, le bourg est relié par bus à Aurillac et au collège de Laroquebrou.
La commune se situe dans la plaine de Saint-Paul-des-Landes qui constitue la partie centrale du bassin sédimentaire d’Aurillac. Les formations sédimentaires de ce bassin sont des argiles sableuses sur lesquelles peuvent affleurer des calcaires, témoins de l'avancée marine oligocène (butte-témoin de Puy de Careizac). Les paysages sont à la fois marqués par l’empreinte de l’homme (au travers de l’activité agricole et de l’urbanisation) ainsi que par la présence de l’eau, sous ses aspects les moins dynamiques : bords des rivières souvent dépourvus de végétation, nombreux bas-fonds humides (fonds de vallon) où se développe une végétation spécifique (tourbières), aux alentours de Saint-Paul-des-Landes.

### Communes limitrophes
Les communes limitrophes sont Ayrens, Crandelles, Lacapelle-Viescamp, Nieudan, Saint-Étienne-Cantalès, Saint-Victor, Teissières-de-Cornet et Ytrac.
Saint-Paul-des-Landes est limitrophe de huit autres communes, dont Saint-Victor au nord-ouest par une vingtaine de mètres, et Teissières-de-Cornet au nord-est par moins de cent mètres.
| Saint-Victor, Nieudan  | Ayrens                | Teissières-de-Cornet |
| Saint-Étienne-Cantalès | Saint-Paul-des-Landes | Crandelles           |
| Lacapelle-Viescamp     |                       | Ytrac                |

### Climat
Pour des articles plus généraux, voir Climat d'Auvergne-Rhône-Alpes et Climat du Cantal.
En 2010, le climat de la commune est de type climat des marges montargnardes, selon une étude du CNRS s'appuyant sur une série de données couvrant la période 1971-2000. En 2020, Météo-France publie une typologie des climats de la France métropolitaine dans laquelle la commune est exposée à un climat de montagne ou de marges de montagne et est dans la région climatique Ouest et nord-ouest du Massif Central, caractérisée par une pluviométrie annuelle de 900 à 1 500 mm, maximale en automne et en hiver.
Pour la période 1971-2000, la température annuelle moyenne est de 10,7 °C, avec une amplitude thermique annuelle de 15,3 °C. Le cumul annuel moyen de précipitations est de 1 155 mm, avec 11,9 jours de précipitations en janvier et 7,4 jours en juillet. Pour la période 1991-2020, la température moyenne annuelle observée sur la station météorologique de Météo-France la plus proche, sur la commune d'Aurillac à 10 km à vol d'oiseau, est de 10,5 °C et le cumul annuel moyen de précipitations est de 1 134,7 mm,. Pour l'avenir, les paramètres climatiques de la commune estimés pour 2050 selon différents scénarios d'émission de gaz à effet de serre sont consultables sur un site dédié publié par Météo-France en novembre 2022.

## Urbanisme

### Typologie
Au 1er janvier 2024, Saint-Paul-des-Landes est catégorisée bourg rural, selon la nouvelle grille communale de densité à 7 niveaux définie par l'Insee en 2022.
Elle est située hors unité urbaine. Par ailleurs la commune fait partie de l'aire d'attraction d'Aurillac, dont elle est une commune de la couronne,. Cette aire, qui regroupe 85 communes, est catégorisée dans les aires de 50 000 à moins de 200 000 habitants,.

### Occupation des sols
L'occupation des sols de la commune, telle qu'elle ressort de la base de données européenne d’occupation biophysique des sols Corine Land Cover (CLC), est marquée par l'importance des territoires agricoles (84,6 % en 2018), une proportion sensiblement équivalente à celle de 1990 (84,8 %). La répartition détaillée en 2018 est la suivante : 
prairies (48,1 %), zones agricoles hétérogènes (36,5 %), forêts (7,9 %), zones urbanisées (5,2 %), milieux à végétation arbustive et/ou herbacée (2,3 %). L'évolution de l’occupation des sols de la commune et de ses infrastructures peut être observée sur les différentes représentations cartographiques du territoire : la carte de Cassini (XVIIIe siècle), la carte d'état-major (1820-1866) et les cartes ou photos aériennes de l'IGN pour la période actuelle (1950 à aujourd'hui).

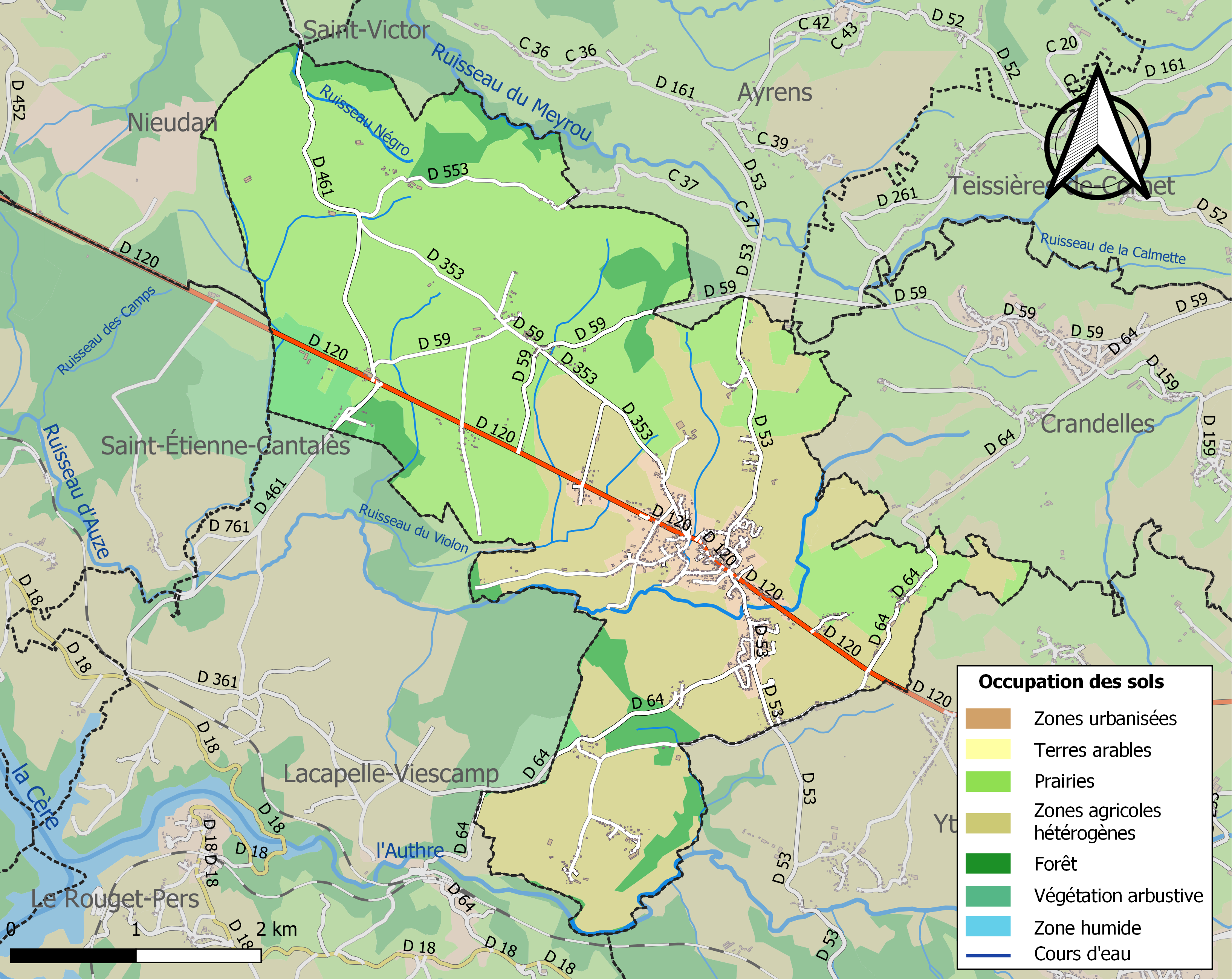
Carte des infrastructures et de l'occupation des sols de la commune en 2018 (CLC).

### Habitat et logement
En 2018, le nombre total de logements dans la commune était de 729, alors qu'il était de 702 en 2013 et de 623 en 2008.
Parmi ces logements, 90,5 % étaient des résidences principales, 4 % des résidences secondaires et 5,5 % des logements vacants. Ces logements étaient pour 94,1 % d'entre eux des maisons individuelles et pour 5,5 % des appartements.
Le tableau ci-dessous présente la typologie des logements à Saint-Paul-des-Landes en 2018 en comparaison avec celle du Cantal et de la France entière. Une caractéristique marquante du parc de logements est ainsi une proportion de résidences secondaires et logements occasionnels (4 %) inférieure à celle du département (20,4 %) mais supérieure à celle de la France entière (9,7 %). Concernant le statut d'occupation de ces logements, 83,8 % des habitants de la commune sont propriétaires de leur logement (84,8 % en 2013), contre 70,4 % pour le Cantal et 57,5 pour la France entière.
| Typologie                                               | Saint-Paul-des-Landes | Cantal | France entière |
| ------------------------------------------------------- | --------------------- | ------ | -------------- |
| Résidences principales (en %)                           | 90,5                  | 67,7   | 82,1           |
| Résidences secondaires et logements occasionnels (en %) | 4                     | 20,4   | 9,7            |
| Logements vacants (en %)                                | 5,5                   | 11,9   | 8,2            |

## Histoire
- En 1283, Bernard de Viescamps, chevalier, fils de Guillaume Gaucelin, seigneur de Viescamps, donne au roi la moitié d'un affar (selon le terme de l’époque, terres avec une maison au centre) qu'il possède et ne tient de personne[Note 2] sur la paroisse de Saint-Paul, afin d'y établir une ville franche. La donation est acceptée par Jacques Lemoine, bailli des Montagnes, mais il semble qu'elle ne fut jamais fondée.

## Politique et administration

### Liste des maires
| Période                                  | Période  | Identité                | Étiquette | Qualité                                                                |
| ---------------------------------------- | -------- | ----------------------- | --------- | ---------------------------------------------------------------------- |
| Les données manquantes sont à compléter. |          |                         |           |                                                                        |
| 1800                                     | 1813     | Antoine Lafage          |           |                                                                        |
| 1813                                     | 1820     | Laurent Noyrit          |           |                                                                        |
| 1821                                     | 1843     | François Lafarge        |           |                                                                        |
| 1844                                     | 1852     | Pierre-Auguste Cruège   |           |                                                                        |
| 1852                                     | 1857     | Louis Laporte           |           |                                                                        |
| 1857                                     | 1865     | Pierre Peyrac           |           |                                                                        |
| 1865                                     | 1871     | Antoine-Arsène Garrouge |           |                                                                        |
| 1871                                     | 1873     | Auguste Cruège          |           |                                                                        |
| 1874                                     | 1876     | Gabriel de Raffin       |           |                                                                        |
| 1877                                     | 1887     | Pierre-Auguste Cruège   |           |                                                                        |
| 1887                                     | 1908     | Joseph Combes           |           |                                                                        |
| 1908                                     | 1926     | Victor Roquetanière     |           |                                                                        |
| 1927                                     | 1939     | Joseph Volpihac         |           |                                                                        |
| 1939                                     | 1945     | Valentin Clamagirand    |           |                                                                        |
| 1945                                     | 1946     | Jean Roquetanière       |           |                                                                        |
| 1947                                     | 1964     | Isidore Aulhac          |           |                                                                        |
| 1965                                     | 1977     | Pierre Capel            |           |                                                                        |
| 1977                                     | 1982     | Antoine Faure           |           |                                                                        |
| 1983                                     | 1996     | Jean-Louis Soulier      |           |                                                                        |
| 1996                                     | 2001     | Patricia Rumin          |           |                                                                        |
| mars 2001                                | mai 2020 | Jean-Pierre Dabernat    | DVG       | Retraité de l'enseignement                                             |
| mai 2020                                 | En cours | Patricia Bénito         | PRG       | Conseillère départementale du canton de Saint-Paul-des-Landes (2015- ) |

## Population et société

### Démographie

#### Évolution démographique
L'évolution du nombre d'habitants est connue à travers les recensements de la population effectués dans la commune depuis 1793. Pour les communes de moins de 10 000 habitants, une enquête de recensement portant sur toute la population est réalisée tous les cinq ans, les populations de référence des années intermédiaires étant quant à elles estimées par interpolation ou extrapolation. Pour la commune, le premier recensement exhaustif entrant dans le cadre du nouveau dispositif a été réalisé en 2008.

En 2022, la commune comptait 1 538 habitants, en évolution de +0,13 % par rapport à 2016 (Cantal : −1,08 %, France hors Mayotte : +2,11 %).
| 1793 | 1800 | 1806 | 1821 | 1831 | 1836 | 1841 | 1846 | 1851 |
| ---- | ---- | ---- | ---- | ---- | ---- | ---- | ---- | ---- |
| 626  | 648  | 645  | 687  | 655  | 720  | 663  | 657  | 602  |

| 1856 | 1861 | 1866 | 1872 | 1876 | 1881 | 1886 | 1891 | 1896 |
| ---- | ---- | ---- | ---- | ---- | ---- | ---- | ---- | ---- |
| 689  | 663  | 684  | 644  | 629  | 601  | 633  | 631  | 634  |

| 1901 | 1906 | 1911 | 1921 | 1926 | 1931 | 1936 | 1946 | 1954 |
| ---- | ---- | ---- | ---- | ---- | ---- | ---- | ---- | ---- |
| 604  | 630  | 654  | 601  | 619  | 609  | 600  | 618  | 557  |

| 1962 | 1968 | 1975 | 1982  | 1990  | 1999  | 2006  | 2008  | 2013  |
| ---- | ---- | ---- | ----- | ----- | ----- | ----- | ----- | ----- |
| 539  | 615  | 789  | 1 003 | 1 105 | 1 100 | 1 332 | 1 399 | 1 528 |

| 2018  | 2022  | - | - | - | - | - | - | - |
| ----- | ----- | - | - | - | - | - | - | - |
| 1 531 | 1 538 | - | - | - | - | - | - | - |

#### Pyramide des âges
La population de la commune est plus jeune que celle du département. En 2021, le taux de personnes d'un âge inférieur à 30 ans s'élève à 28,4 %, soit un taux supérieur à la moyenne départementale (26,5 %). À l'inverse, le taux de personnes d'un âge supérieur à 60 ans (28,5 %) est inférieur au taux départemental (36,6 %).
En 2021, la commune comptait 745 hommes pour 788 femmes, soit un taux de 51,4 % de femmes, supérieur au taux départemental (51,1 %).
Les pyramides des âges de la commune et du département s'établissent comme suit :
| Hommes | Classe d’âge | Femmes |
| ------ | ------------ | ------ |
| 0,9    | 90 ou +      | 1,1    |
| 6,5    | 75-89 ans    | 10,6   |
| 19     | 60-74 ans    | 18,7   |
| 25,7   | 45-59 ans    | 23,4   |
| 19,2   | 30-44 ans    | 18,2   |
| 13,9   | 15-29 ans    | 10,4   |
| 14,9   | 0-14 ans     | 17,6   |

| Hommes | Classe d’âge | Femmes |
| ------ | ------------ | ------ |
| 1,2    | 90 ou +      | 3,1    |
| 10,1   | 75-89 ans    | 13,5   |
| 22,9   | 60-74 ans    | 22,6   |
| 21,8   | 45-59 ans    | 20,5   |
| 16,1   | 30-44 ans    | 15,2   |
| 13,8   | 15-29 ans    | 11,9   |
| 14,2   | 0-14 ans     | 13,3   |

## Économie
La commune regroupe de nombreux commerces, artisans et services : une boulangerie-pâtisserie, une boucherie, une épicerie, une supérette, deux cafés, un restaurant, un distribanque, deux salons de coiffure et un coiffeur à domicile, un salon d'esthétique, une pharmacie, un cabinet médical avec trois médecins généralistes et un kinésithérapeute, un couvreur, un plombier, un maçon, un charpentier, des paysans, une entreprise de motoculture et de matériel agricole, une entreprise de travaux agricoles, la mairie (un hall d'exposition), une école, une médiathèque, une salle des fêtes, une station-service/lavage, une aire de camping-cars avec prises, un club de foot et de rugby,… (source : mairie de Saint-Paul-des-Landes).

## Culture locale et patrimoine

### Lieux et monuments
- Château de Leybros, qui a appartenu à la famille Fortet ;
- Château de L'Hospital, appelé autrefois L'Hospital d'Albinhac / L'Hopital d'Albinac, qui a appartenu à la famille Raffin de La Raffinie (Mansus Hospitalis de Albinhaco, 1307)[19],[22] ;
- Monument aux morts ;
- Église.

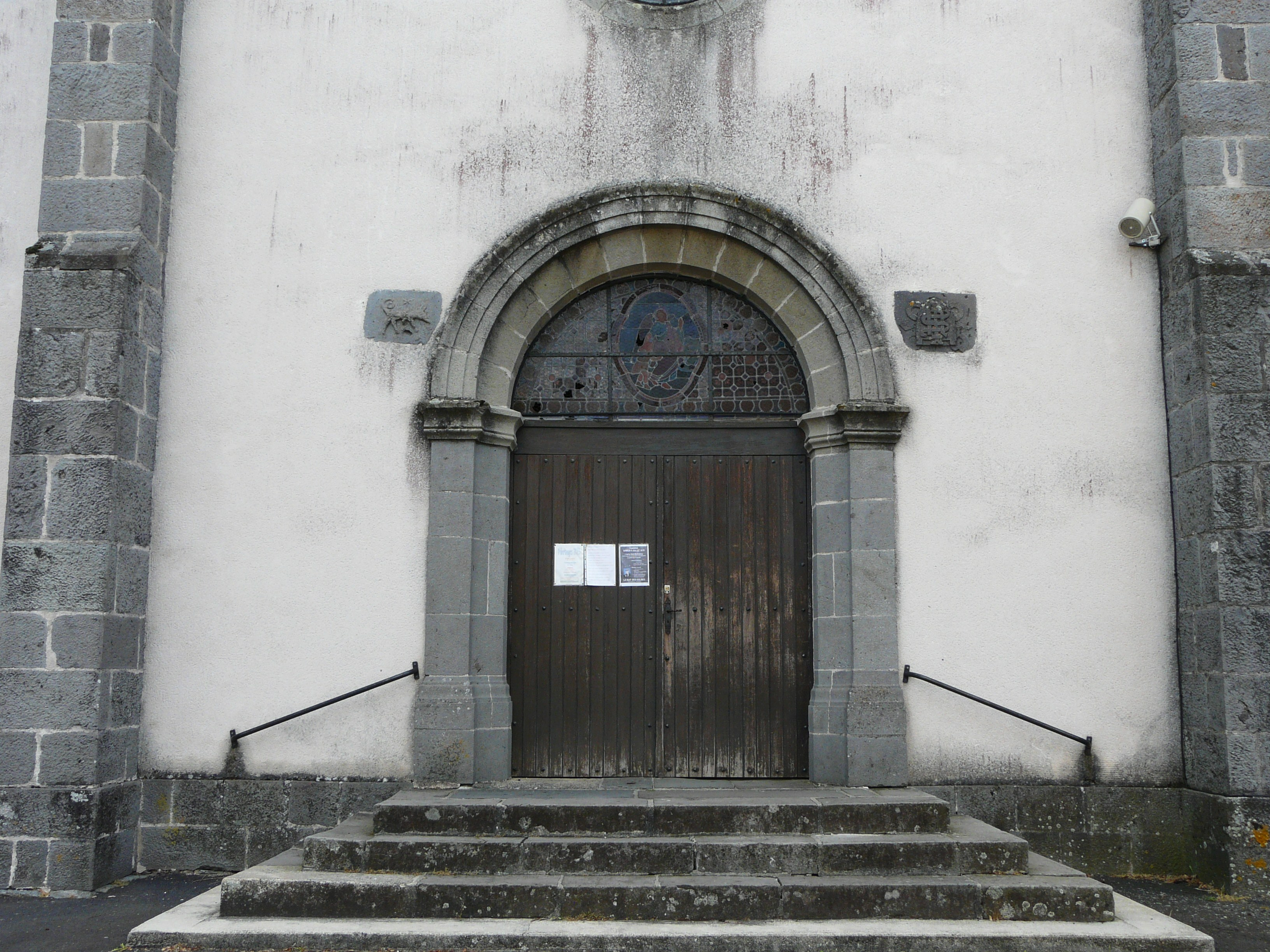
Le portail de l'église.
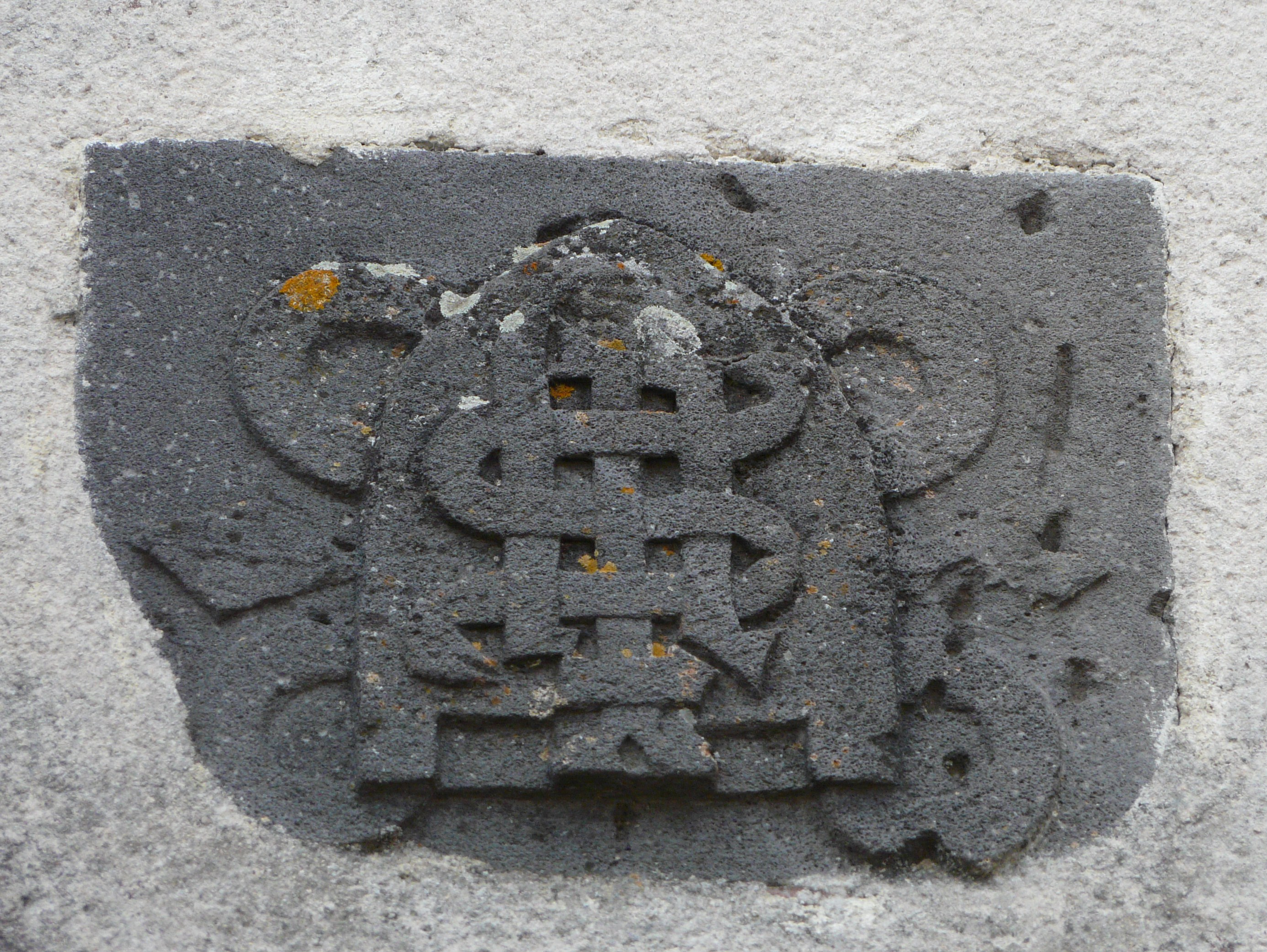
Bas-relief à côté du portail de l'église.
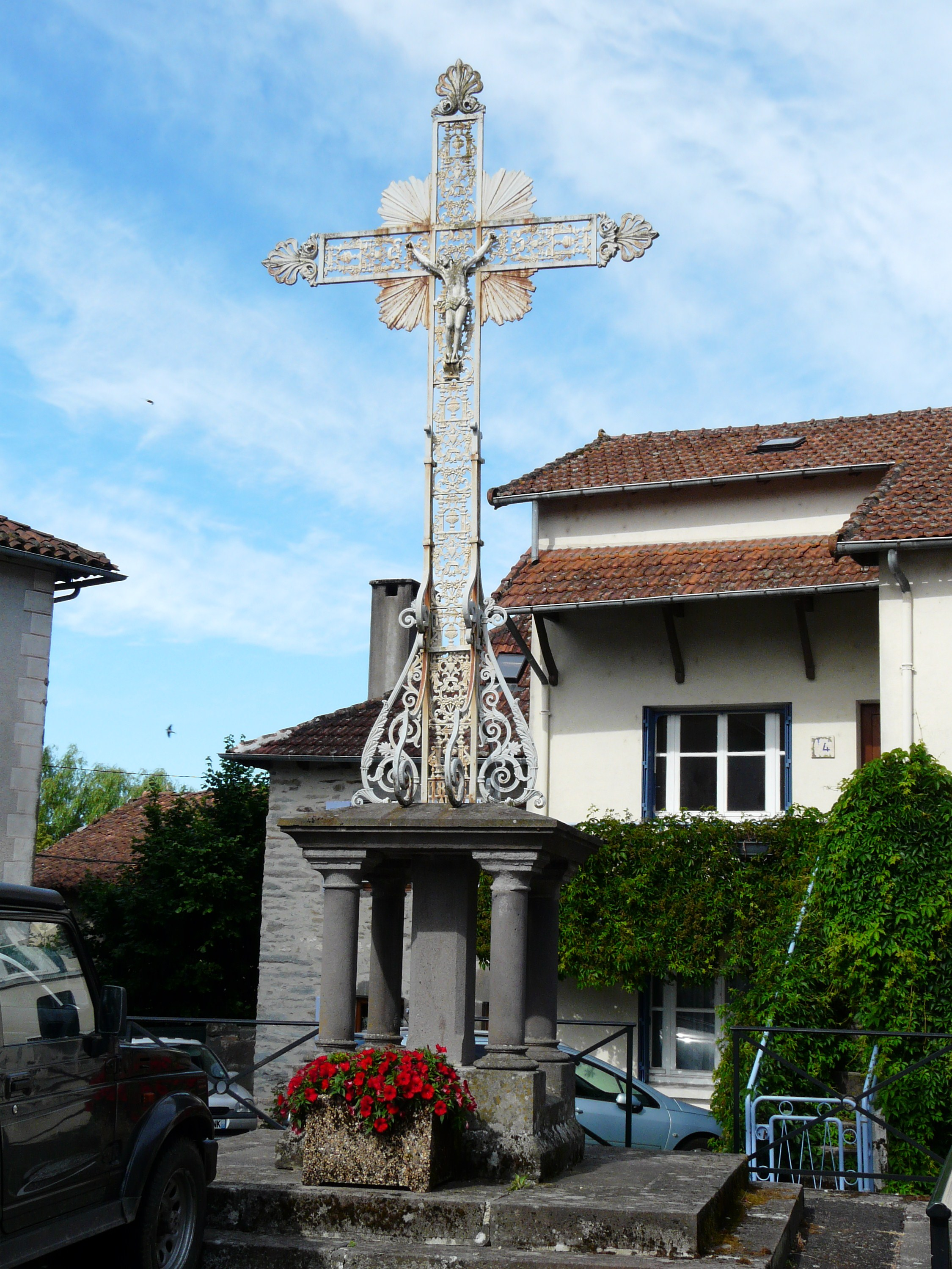
Croix située place de l'Église.

### Patrimoine naturel
- Au sud de la route départementale 120 et à trois kilomètres à l'ouest du bourg de Saint-Paul-des-Landes, les marais du Cassan et de Prentegarde forment une zone naturelle protégée faisant partie du réseau Natura 2000[23]. Ils s'étendent sur 506 hectares et concernent également les communes de Lacapelle-Viescamp et Saint-Étienne-Cantalès. Cinq espèces animales recensées au niveau européen par la directive habitats y sont présentes : la loutre d'Europe (Lutra lutra), la lamproie de Planer (Lampetra planeri), le lucane cerf-volant (Lucanus cervus), et deux espèces de libellules, la cordulie à corps fin (Oxygastra curtisii) et l'Agrion de Mercure (Coenagrion mercuriale)[24].

### Personnalités liées à la commune
- Jean-Baptiste Bonnefons (1891-1868), avocat à Aurillac, conseiller général du canton d'Aurillac-Sud et député du Cantal.